# 대전여중강당
대전여중강당(大田女中講堂)은 대전광역시 중구 대전여자중학교의 강당이다. 2001년 6월 27일 대전광역시의 문화재자료 제46호로 지정되었다.

## 개요
1937년에 준공된 것으로 초가지붕을 연상하게 하는 아르누보풍의 부드러운 지붕선이 특징이며, 지붕처마 아래는 고전주의적인 수법(치형쌓기)으로 벽돌을 쌓아 처마선을 받쳐주고 있어 부드러움을 강조하고 있다.
측면부는 모서리 벽돌쌓기 수법으로 멋을 살렸으며, 네모진 창을 넓게 설치하여 지붕선과 나란히 조화를 이루며 환기를 원활히 하고 있다.
지붕은 마름모형의 망형 스레트를 파도치는 모습으로 이어서 생동감 있게 연출하였다.

## 현지 안내문
1937년에 준공된 강당은 초가지붕을 연상하게 하는 아르누보풍의 부드러운 지붕선이 특징이며, 지붕처마 아래는 고전주의적인 수법(치형쌓기)으로 벽돌을 쌓아 처마선을 받쳐주고 있어 부드러움을 강조하고 있다. 측면부는 모서리 벽돌쌓기 수법으로 멋을 살렸으며, 네모진 창을 넓게 설치하여 지붕선과 나란히 조화를 이루며 환기를 원활히 하고 있다. 지붕은 마름모형의 망형 스레트를 파도치는 모습으로 이어서 생동감있게 연출하였다.

## 같이 보기
- 대전여자중학교

## 참고 자료
- 대전여중강당 - 국가유산청 국가유산포털